# Афонькин, Александр Николаевич
Александр Николаевич Афонькин (24 декабря 1915 (по другим данным — 1917 г.) — 8 августа 1985) — советский футболист и хоккеист, нападающий. Мастер спорта СССР.

## Биография
В ходе сезона 1939 года направлен в одесское «Динамо» центральным советом «Динамо» для усиления состава. Дебютный матч в классе «А» сыграл 22 июля 1939 года против московского «Локомотива». Свой первый гол за одесситов забил в Кубке СССР 31 июля 1939 года в ворота московского «Пищевика», а в чемпионате страны — 6 сентября 1939 года в ворота московского «Торпедо». Всего в сезоне 1939 года сыграл 9 матчей и забил 2 гола в высшей лиге.
В годы Великой Отечественной войны выступал за команды сызранского и московского авиаучилищ. Также в 1944 году играл в чемпионате Москвы за «Спартак».
С 1945 года играл за ВВС. Первые два сезона провёл в первой лиге, а в сезоне 1947 года выступал в высшей лиге, где сыграл 8 матчей и забил один гол. В последних сезонах своей футбольной карьеры играл только за дубль.
Также с середины 1940-х годов играл в хоккее с шайбой. В первых трёх сезонах чемпионата СССР (1946—1949) был основным игроком команды ВВС. Сделал «дубль» в дебютном матче команды, 22 декабря 1946 года против ленинградского «Дома Офицеров» (7:3). Серебряный призёр чемпионата СССР 1948/49. Перед сезоном 1949/50 покинул команду, однако после того, как основной состав разбился в авиакатастрофе, вернулся в состав и выступал до конца сезона.
В сезоне 1947/48 сыграл один матч за «сборную Москвы» по хоккею (фактически под этим названием выступала сборная СССР).
В сезоне 1955/56 тренировал хоккейную команду «Буревестник» (Москва).
Скончался 8 августа 1985 года.
Награждён медалями «За победу над Германией в Великой Отечественной войне 1941—1945 гг.» (09.05.1945), «За боевые заслуги» (19.11.1951).